# (12802) Hagino
(12802) Hagino ist ein Asteroid des Hauptgürtels, der am 15. Dezember 1995 von Takao Kobayashi am Oizumi-Observatorium entdeckt wurde. Die ursprüngliche Bezeichnung lautete 1995 XD1.
Er erhielt seinen Namen zu Ehren des japanischen Amateurastronomen Akira Hagino.